# Артилерійське приладдя

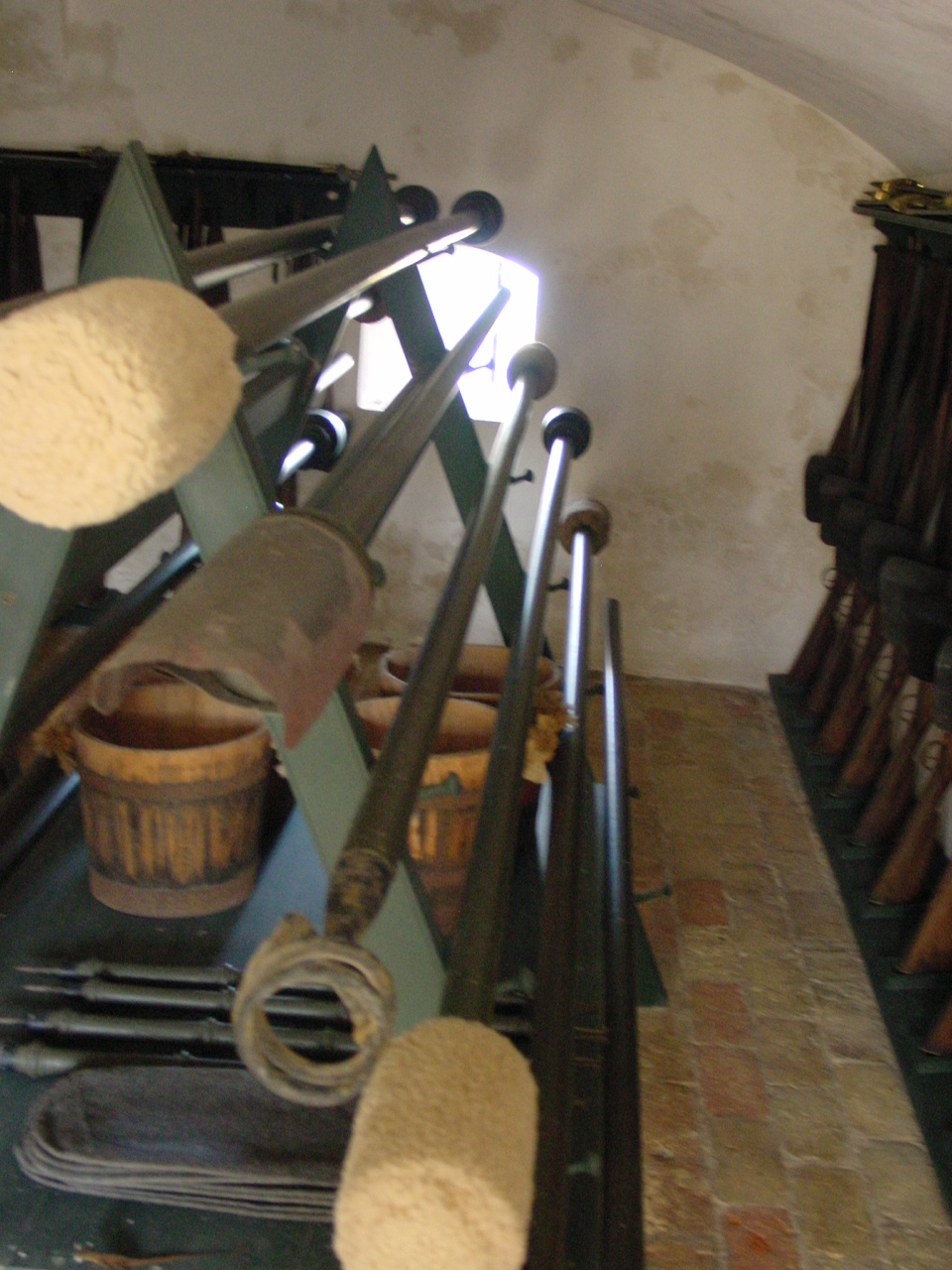
Артилерійське приладдя у музеї Форт Христіансвен, США. Зверху вниз: банник-забивач, шуфля для засипання пороху, розрядник-пижівник, банник-забивач.

Артилері́йське прила́ддя — сукупність приладів, інструментів, пристроїв, за допомогою яких проводяться всі операції з гарматами (заряджання, стрільба, розряджання тощо). Протягом всієї історії артилерії склад артилерійського приладдя різнився. У статті перелічені основні його складові протягом від XV ст. до наших днів.

## Складові артилерійського приладдя

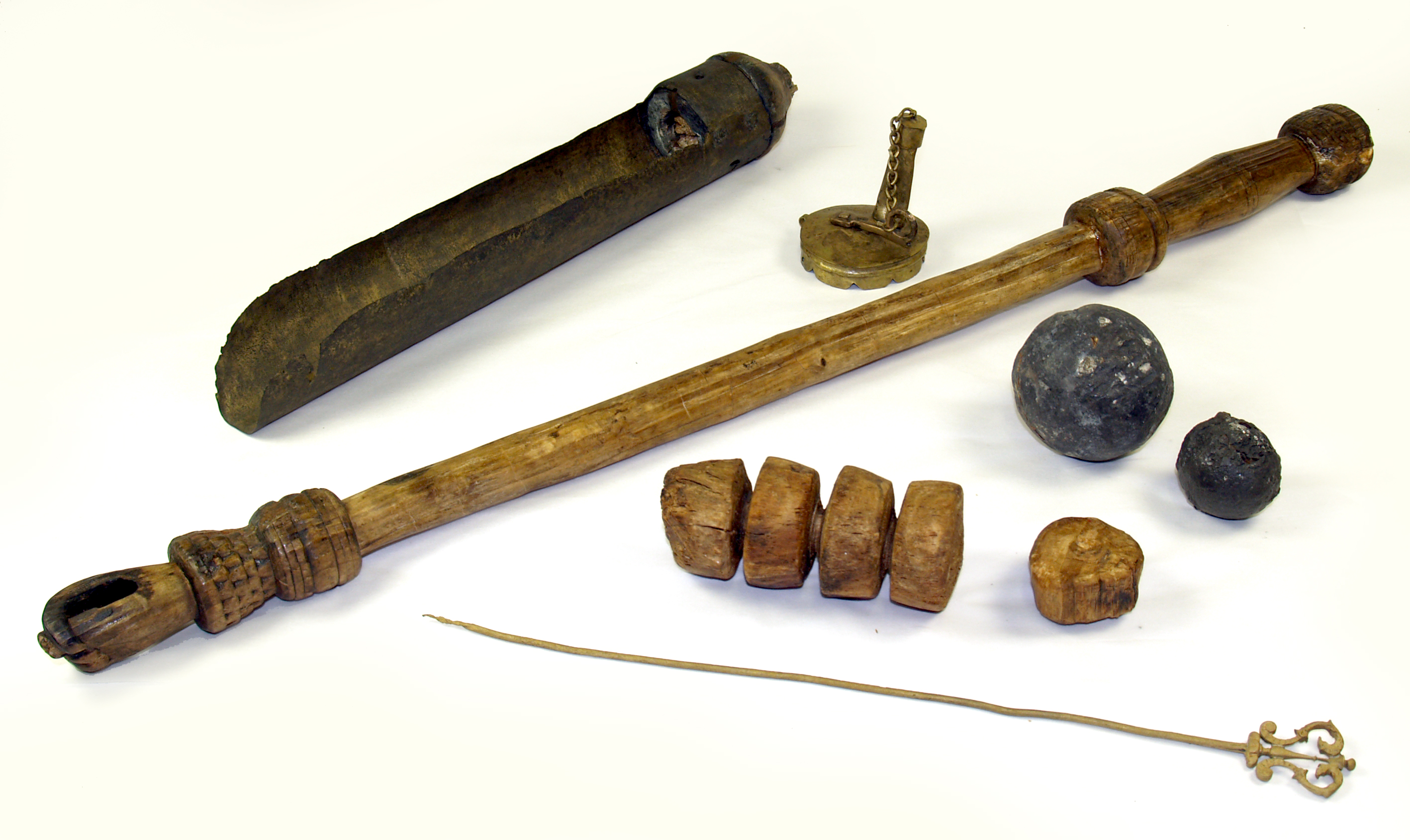
Артилерійське приладдя з караки «Мері Роуз». Зліва направо: шуфля без держака, корок порохівниці, запальник, дерев'яні клейтухи, свинцеві ядра, протравник

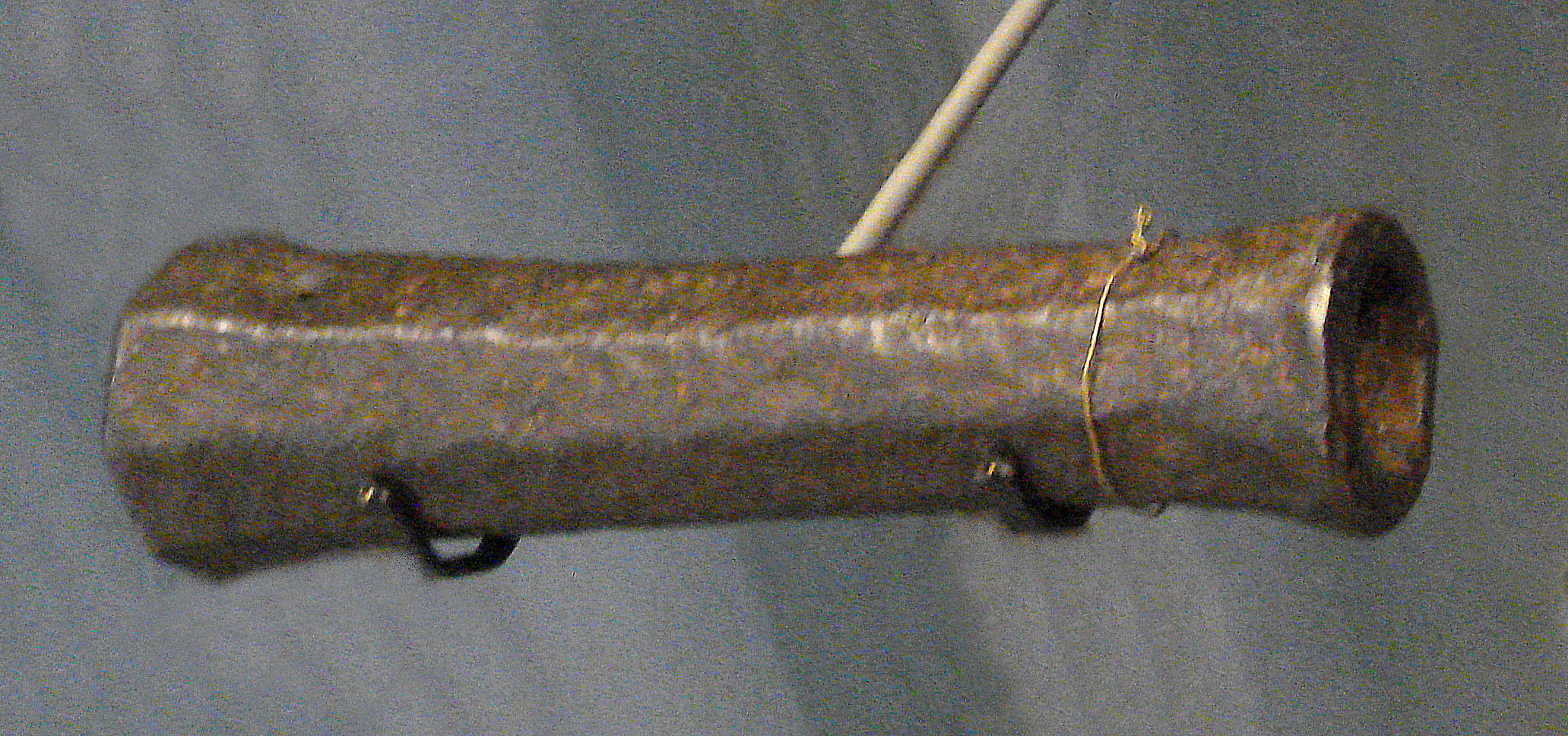
Запальна трубка. Музей армії, Париж

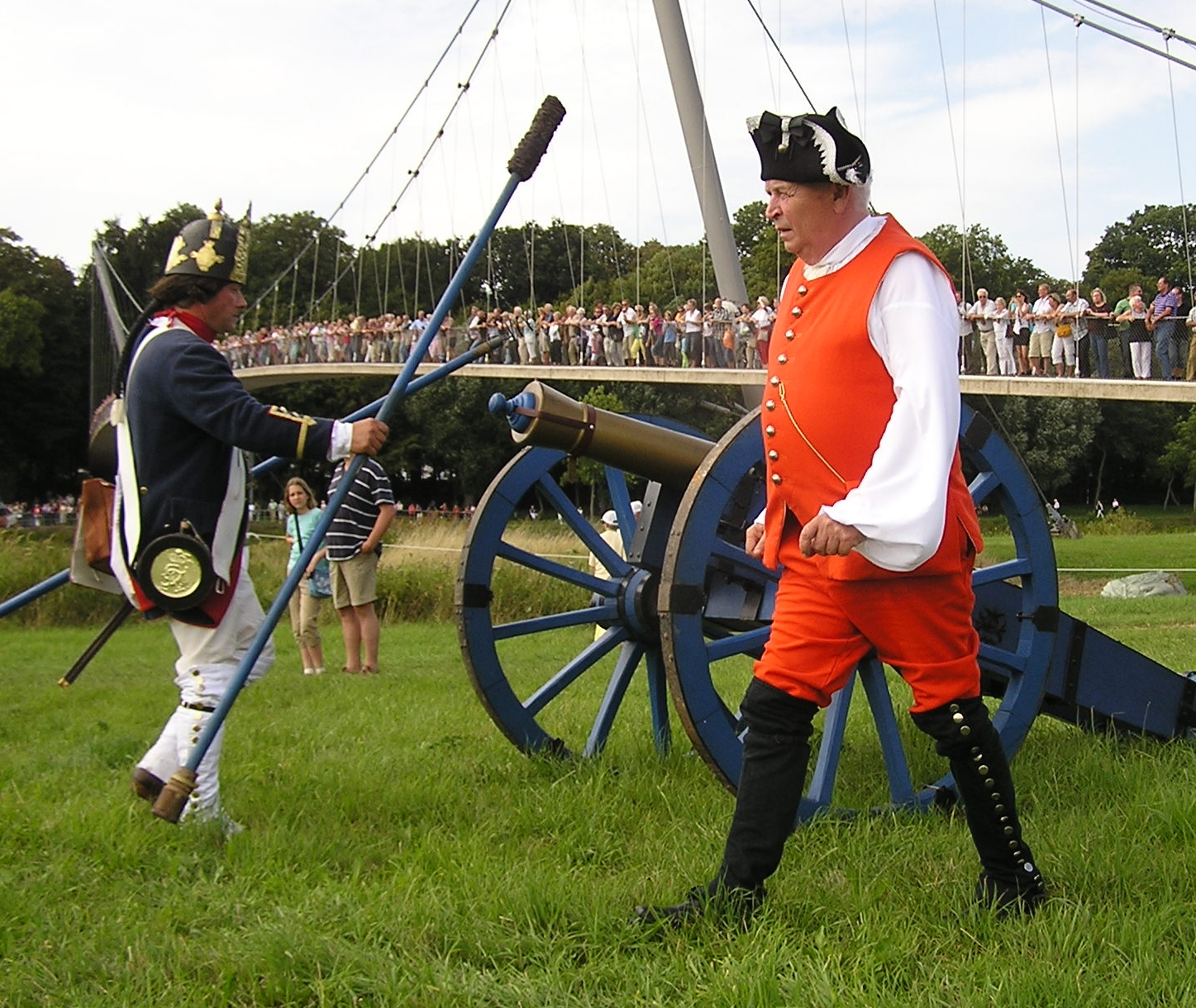
Порохівниця на правому боці артилериста (ліворуч)

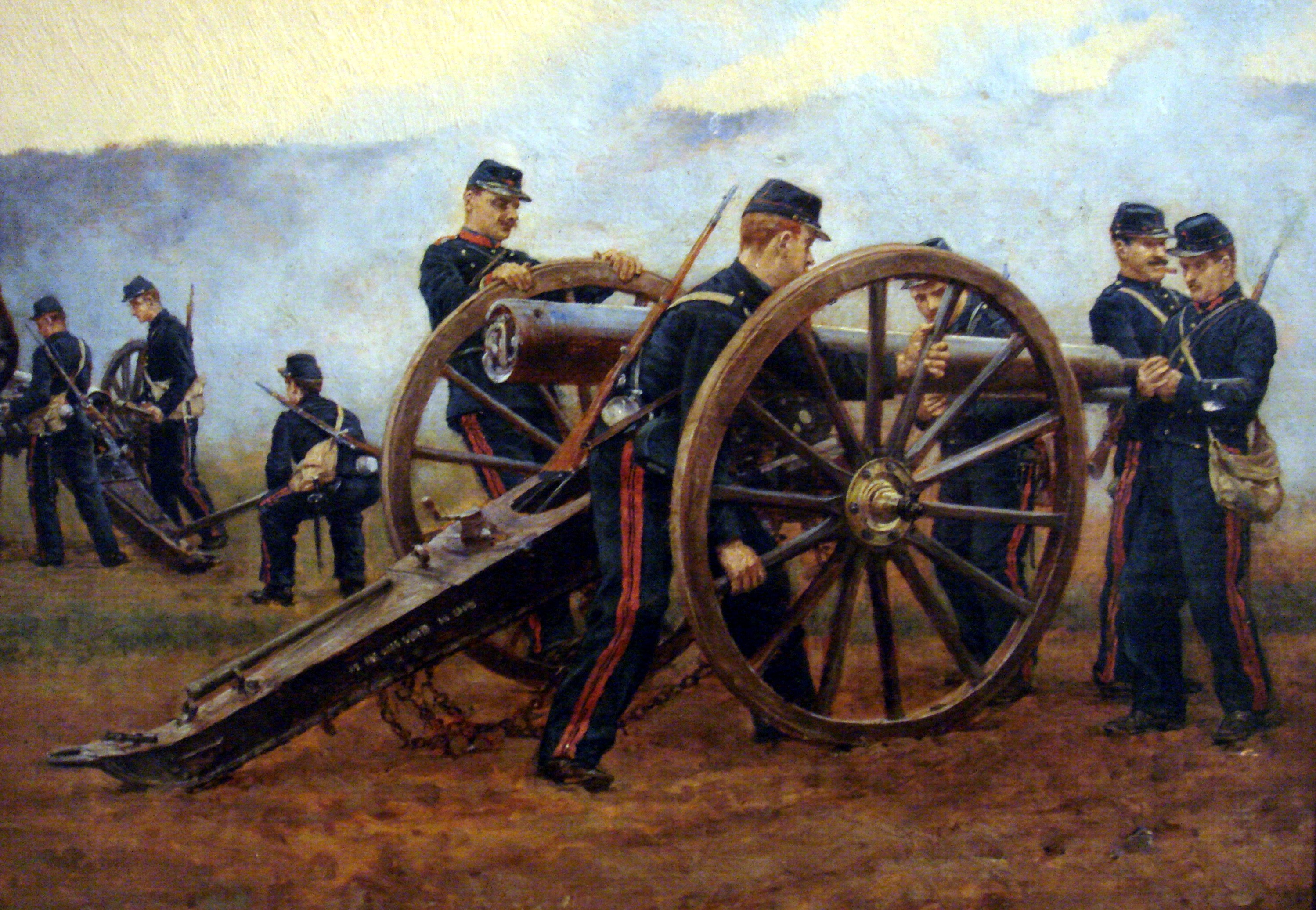
Правило на лафеті (попереду) і використання правила (на задньому плані)

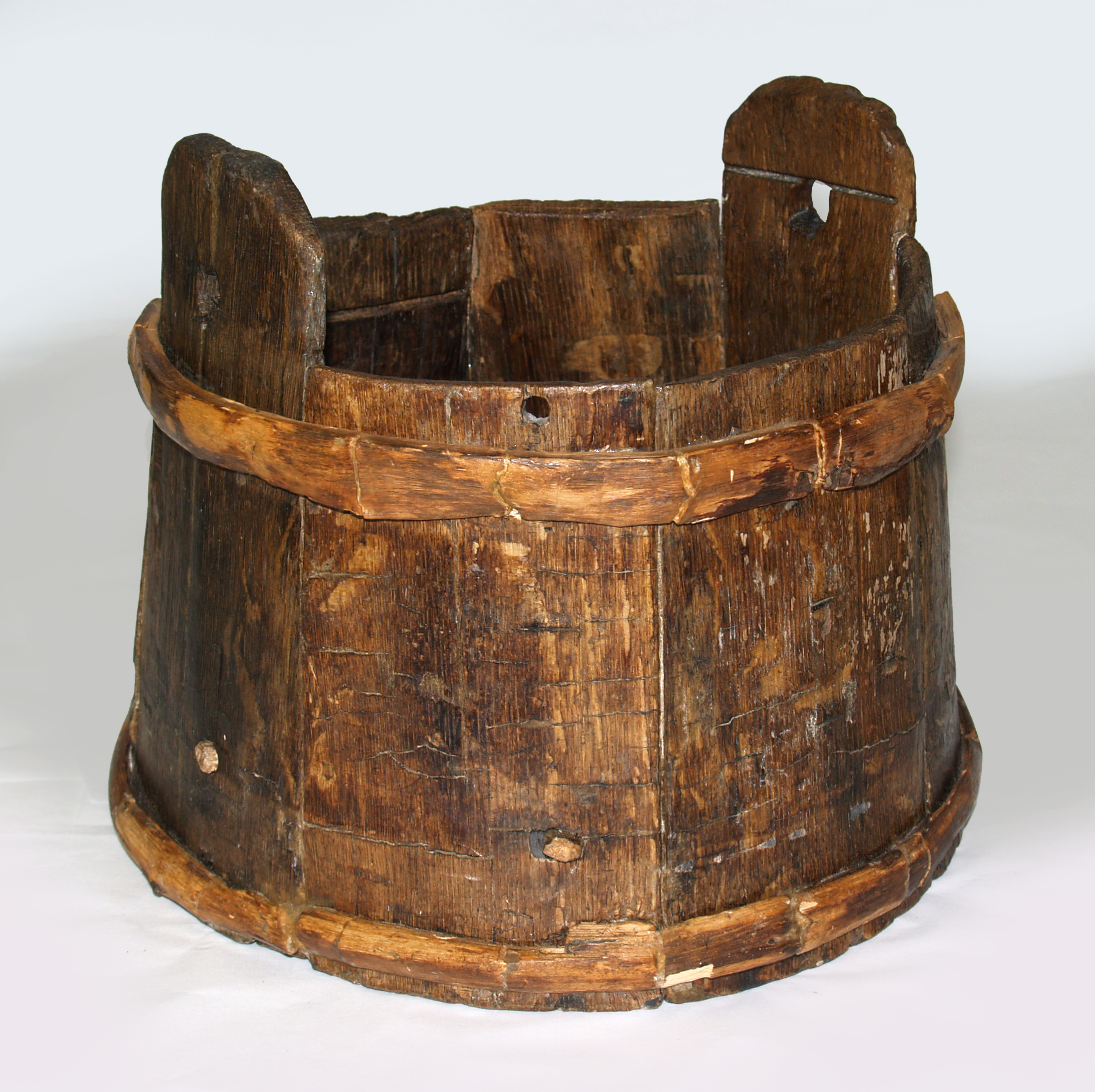
Артилерійське цеберко (боклага) з караки «Мері Роуз»

- Банник — щітка на держаку для чищення каналу ствола (банення).
- Витяжний шнур — мотузка чи ремінь з гаком на одному кінці і петлею на другому для висмикування тертки зарядної трубки.
- Відвіз — канат для пересування гармати на невеличку відстань за допомогою кінної упряжі.
- Гальмо — пристрій, що використовувався на старовинних гарматах, коли їх треба було загальмувати на марші, наприклад, під час спускання з крутих схилів. Являв собою залізний ланцюг з гаком, підвішений під шворнем лафета. Для гальмування ланцюг просилювали між спицями, і, обігнувши навколо обода, чіпляли гаком за одну з ланцюгових ланок. Гальмо для зарядних ящиків являло собою залізну планку з краями, зігнутими під прямим кутом, що утворювали жолоб такої ширини, достатній для розміщення обода колеса. На передньому кінці жолоб мав петлю, до якої кріпився ланцюг з гаком. Для гальмування жолоб підкладали під колесо, а гак чіпляли до стельваги повозки.
- Га́ндшпиг (гандшпуг) — дерев'яний важіль для повертання у боки хобота батарейних, облогових, фортечних гармат. Замість гандшпигів також могли використовуватися прави́ла, які відрізнялися більшою довжиною. Про інше значення терміна див. гандшпуг.
- Ґнотовий нічник — прилад для зберігання запаленого ґнота у дощову погоду, що являв собою латунний циліндр з кришкою, бічними дверцятами і дном з кількома отворами. На боці, протилежному дверцям, була скоба для плечевого ременя. Усередині — конічний ковпачок з отвором для ґнота, від якого донизу йшов залізний дріт, завитий спіраллю. Усередині спіралі знаходився тліючий кінець ґнота, другий кінець — у верхній частині нічника над ковпачком. Вийшов з ужитку після поширення ударних та витяжних запальних трубок.
- Домкрат — прилад для підвищення передньої частини лафета.
- Забивач — прилад для досилання заряду у казенну частину ствола, дерев'яний циліндр на довгому держаку. У малокаліберній артилерії забивач кріпився на другому кінці держака банника.
- Запальник — прилад для запалювання заряду, держак 1—2 м завдовжки з прикріпленим ґнотом. Для здійснення пострілу ґніт прикладався до запалювального отвору. При займанні пороху у каморі кінчик ґнота відривався і його треба було поправляти. Для швидшої стрільби обслуга кожної гармати зазвичай мала по два запальники: поки поправляли один, другим здійснювали постріл. Замість запальника могли уживатися запальні свічки. Вийшов з ужитку з поширенням ударних і терткових запальних трубок.
- Запальна свічка — пристрій для запалювання заряду, уживалась замість запальника. Для зберігання пального матеріалу свічки її запалювали від ґнотового нічника перед самим пострілом, після чого гасили.

- Запальна трубка — пристрій для запалювання заряду, трубка з порохом. Перші трубки уживалися разом зі запальником, пізніші — без нього. Вийшли з ужитку після переходу на гільзове заряджання.
- Зарядна сума — шкіряний мішок, обшитий усередині полотном, носився на ремені через плече. Застосовувався для тимчасового зберігання зарядів (перенесення їх від ящиків до гармати тощо)[1].
- Зарядний лоток — пристрій, за допомогою якого до гармат підносили снаряди великого калібру й закладали їх у ствол
- Зарядний ящик — ящик для зберігання боєприпасів. Великі зарядні ящики перевозили на окремих повозах, малі могли встановлювати на артилерійські передки
- Калібромір — старовинний пристрій для визначення діаметра ядер та бомб (калібру). Міг мати вигляд циркуля зі шкалою або дошки з отворами різного розміру.

- Квадрант — прилад для виміряння куту підвищення ствола гармати. Кріпили його на винграді — кульоподібному виступі на казенній частині.
- Кліщі — інструмент, уживаний для поточного ремонту.
- Кокор — носилки або візок у вигляді півциліндричного корита для перенесення (перевезення) снарядів гармат середніх і великих калібрів. Кокор для снарядів берегової артилерії являв собою коритчастий візок на двох котках, кокор для перенесення зарядів — мідний або шкіряний циліндр з ременем[2].
- Корок для ствола — дерев'яний циліндр для закриття дульного зрізу ствола при його транспортуванні.
- Кранці, кранець перших пострілів — герметичний ящик на палубі корабля поблизу палубної гармати, у якому зберігається деяка кількість унітарних пострілів для перших пострілів до подачі боєприпасів з артилерійського льоху. У вітрильному флоті так називали трикутні рамки або канатні кільця на палубах між гарматами, у які укладалися ядра, щоб вони не качалися по палубі.
- Лядунка — футляр для зберігання запальних трубок.
- Лямка — мотуз з гаком, прикріплений до ремінного кільця. Призначався для пересування гармати на невелику відстань мускульною силою гарматників.
- Молоток — інструмент, що уживався як для заклепування запалювальних отворів гармат (див. нижче), так і для поточного ремонту.
- Мушка — частина прицільного пристрою гармат XIX ст. Мала вигляд мідяної пірамідки, угвинченої згори дульного пояса або узвишшя гармати. У сучасній артилерії відсутня.
- М'якотниця — порохівниця для порохової м'якоті.
- Напа́льник — чохол зі замші, який один з номерів обслуги надівав на великий палець. Пальцем у напальнику він закривав запалювальний отвір гармати під час банення ствола. Це робилося для попередження вилітання іскор з запалювального отвору і для припинення доступу повітря до камори ствола, що сприяло скорішому погасанню іскор.

- Пижівник (рос. пыжевник) — пристрій для виймання пижа зі ствола дульнозарядної гармати при її розряджанні. Складався з держака з прикріпленими до нього 1—2 залізними дротами, завитими спіраллю.
- Покришка — вигнутий свинцевий лист, яким закривали казенну частину у поході. Запобігав потраплянню усередину гармати води та пилу через запалювальний отвір, закріплявся на стволі ременем.
- Порохівниця (ріг для пороху) — портативна ємність, у якій гарматники зберігали порох для запальних трубок. Носили її на правому боці.
- Приціл (діоптр) — прилад для наведення гармати на ціль.
- Прави́ло — дерев'яний важіль на хоботі лафета, який слугував для повертання гармати. Короткі правила звали ще гандшпигами. Солдат гарматної обслуги, який повертав лафет правилом, іменувався прави́льним.
- Пташиний язик — прилад для розряджання гармати, різновид розрядника. Дерев'яний циліндр з виступом, закріплений на держаку. Прилад уводили з дула, попередньо вийнявши пиж, і виймали ним ядро і картуз.

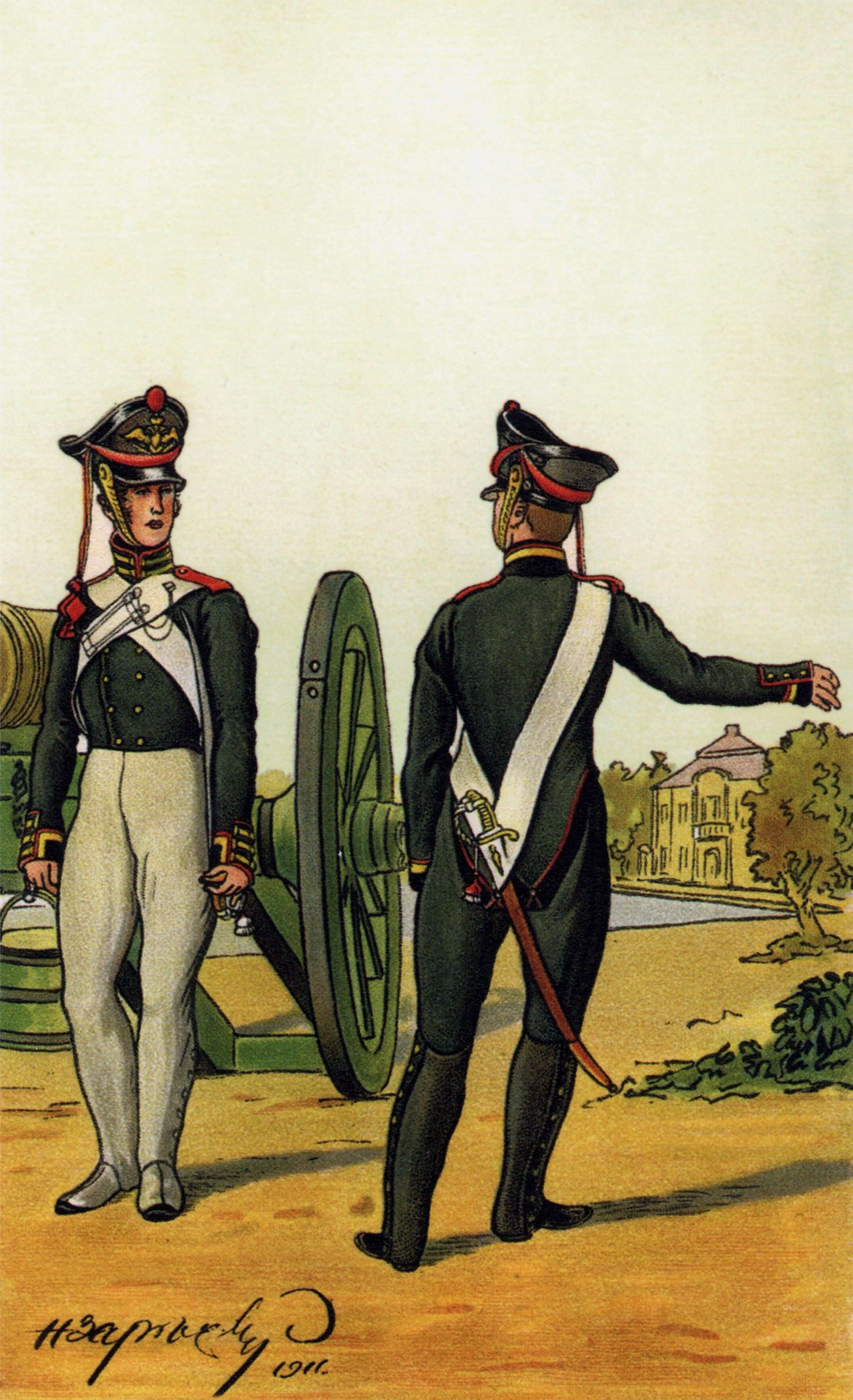
Протравники на перев'язі лядунки в бомбардира пішої артилерії Російської Гвардії (ліворуч)

- Протравник — стрижень або товстий дріт для операцій з затравочним отвором, загострений з одного кінця і загнутий кільцем з другого. Для прочищання запалювального отвору після пострілу уживався залізний протравник, для проколювання оболонки зарядного картуза у каморі — іскробезпечний мідяний протравник (мідь не іскрить при ударі та терті о метал). Протравники носили на перев'язі лядунки. Вийшли з ужитку після переходу на гільзове заряджання.
- Протравочний свердел — інструмент, який використовували для прочищання запалювального отвору від сильного засмічення, яке не можна було прочистити протравником, а також для розклепування отворів, заклепаних цвяхами.
- Розрядник — пристрій для розряджання гармати. У дульнозарядній артилерії являв собою дерев'яний циліндр з виступом («пташиний язик»), за допомогою якого виймали снаряд (і картуз). У казеннозарядній — трубка або порожнистий циліндр на держаку, який уводять з дула і виштовхують снаряд через казенник.
- Свічковий футляр — футляр для зберігання запальних свічок. Носили футляр гарматники на ремені через плече.
- Скребок — прилад для чищення каналів стволів і камор єдинорогів (для чищення стволів гармат уживалася тріскачка). Складався зі залізного півкружальця, діаметром під калібр єдинорога, яке кріпилось на кінці залізного прута. Другий кінець прута приєднувався до держака за допомогою патрубка. У польовій артилерії скребок кріпився на другому кінці держака пижівника.
- Тріскачка — залізне кружальце, діаметром під калібр гармати, розрізане на дві половинки, прикріплені до кінців двох залізних прутів. Другі кінці прутів прикріплювалися до залізного патрубка, який насаджувався на держак. Слугував для очищення каналу ствола від іржи і забруднень, що утворювались під час згоряння пороху. При уведенні у ствол тріскачки половинки кружальця сходилися разом, а пружні прути забезпечували їхній щільний контакт з поверхнею каналу. У польовій артилерії тріскачка кріпилася на другому кінці держака пижівника.

- Футляри для зарядів — мідяні циліндри або зрізані конуси зі закругленим дном. Застосовувалися для накривання зарядів у гніздах зарядних ящиків, для захисту від вологи та зберігання форми заряда.
- Цвяхи для заклепування запалювальних отворів («йоржі») — залізні або сталеві чотиригранні цвяхи без головок, з насічкою по боках. Уживалися для приведення гармат у негідність (при загрозі захоплення противником своїх гармат і при неможливості відвезти трофейні — як альтернатива підриванню). Цвяхи вбивались у запалювальний отвір і після цього полагодити гармату було вельми трудно.
- Цеберко (боклага, баклага) — дерев'яне відро. В артилерії XVIII—XIX ст. уживались два види цеберок. Одні призначалися для води з оцтом, у якій змочувалися щітки банників перед чищенням каналу ствола. Таке цеберко мало форму зрізаного конуса, трошки звужувалося догори. Закривалась кришкою з отвором для щітки банника. Перевозилося підвішеною до гака передньої подушки лафета. Другий тип цеберок призначався для зберігання коломазі (мазниці). Таке цеберко мало подвійну кришку з нерухомою нижньою частиною і рухомою верхньою, обидві частини мали отвори, які суміщалися при обертанні верхньої. Перевозилося під зарядним ящиком (на передку) або в обозі. У сучасній артилерії замість цеберок уживаються ємності для мастил (каністри тощо).
- Шуфля, шуфла (від нім. Schaufel — «совок») — вузький совочок у вигляді вирізаного мідяного (рідше дерев'яного) циліндра на довгому держаку. Уживався для засипання пороху в камору при безкартузовому заряджанні.

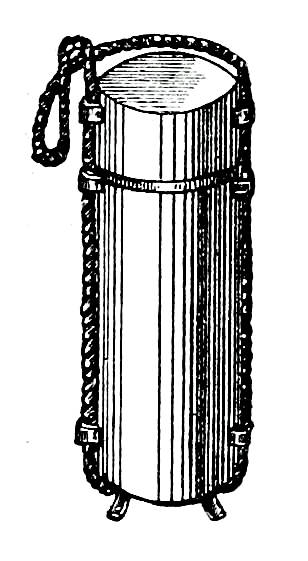
Кокор для зарядів

## Інше
Поряд з описаним приладдям, кожному артилерійському підрозділу належить мати шанцевий інструмент (лопати, кирки, сокири).

## Галерея

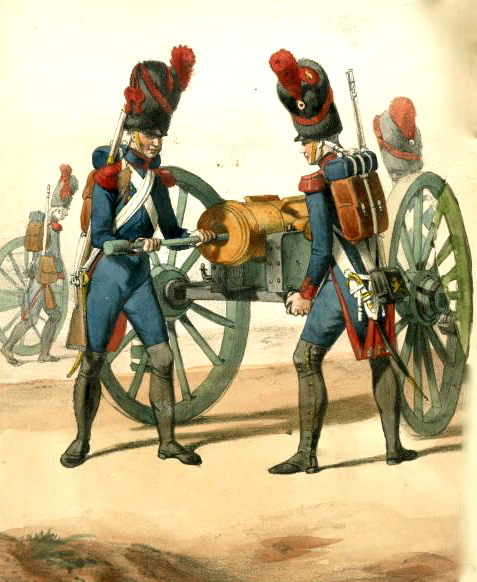
Банення ствола наполеонівськими гвардійськими артилеристами
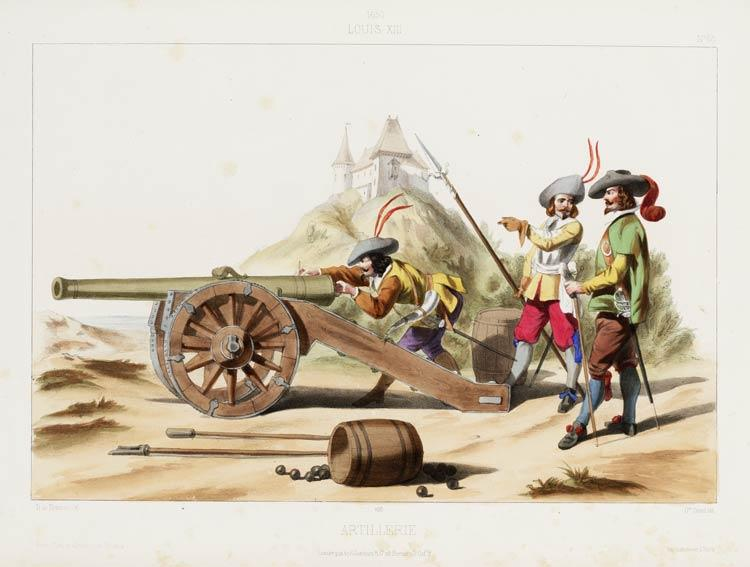
Артилеристи Людовика XIII. У руці одного з них запальник, на землі лежать шуфля і банник
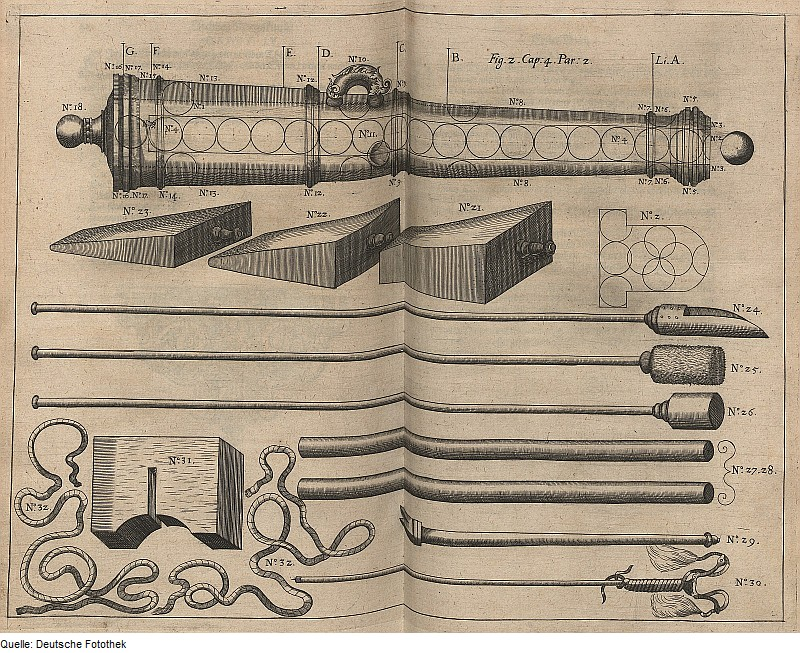
Гарматний ствол, ядро і артилерійське приладдя на малюнку 1617 року. Зверху вниз: клини вертикального наведення, шуфля, банник, забивач, правила, короткий запальник, запальник з двома ґнотами.
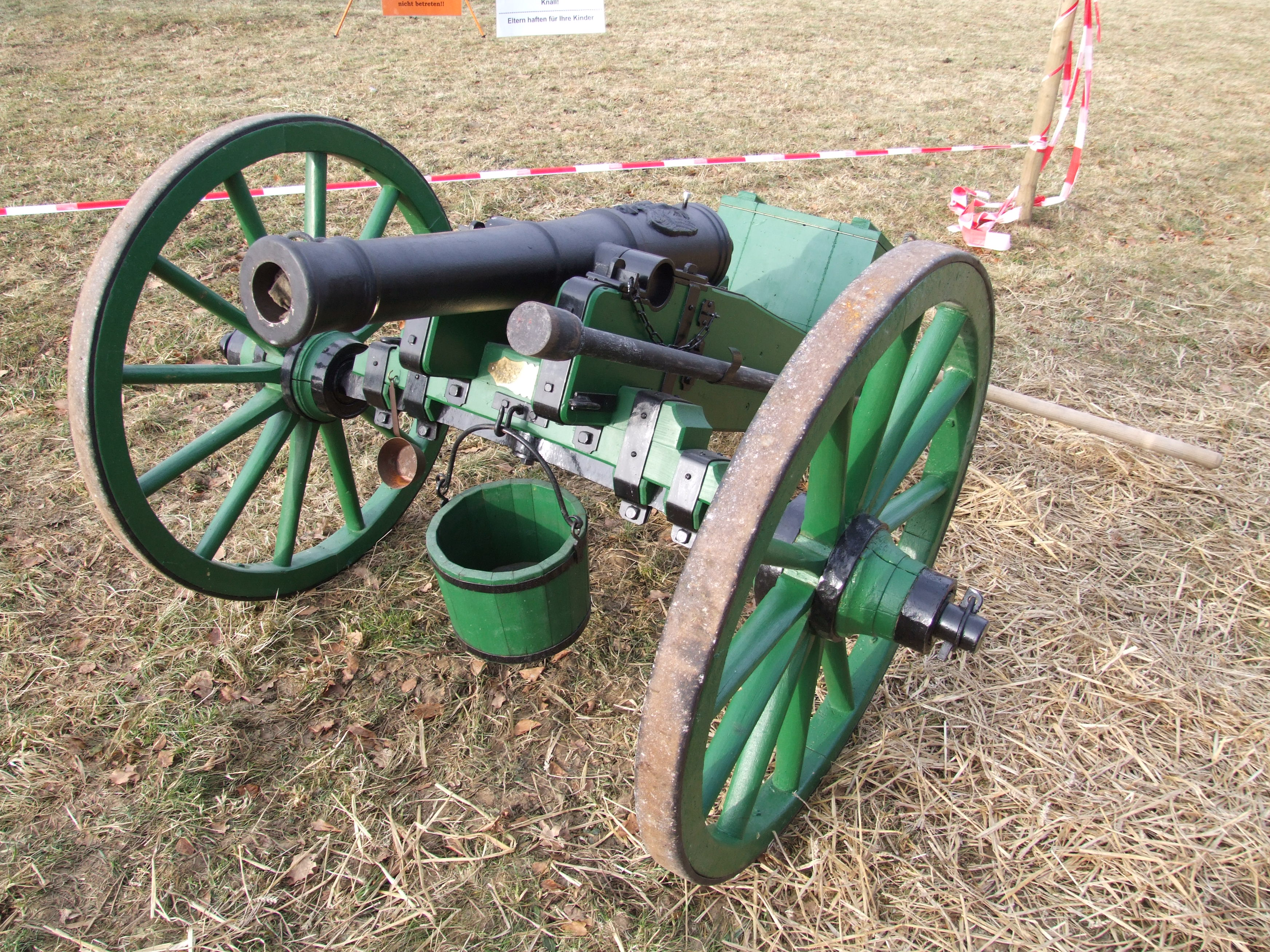
Цеберко на лафеті.
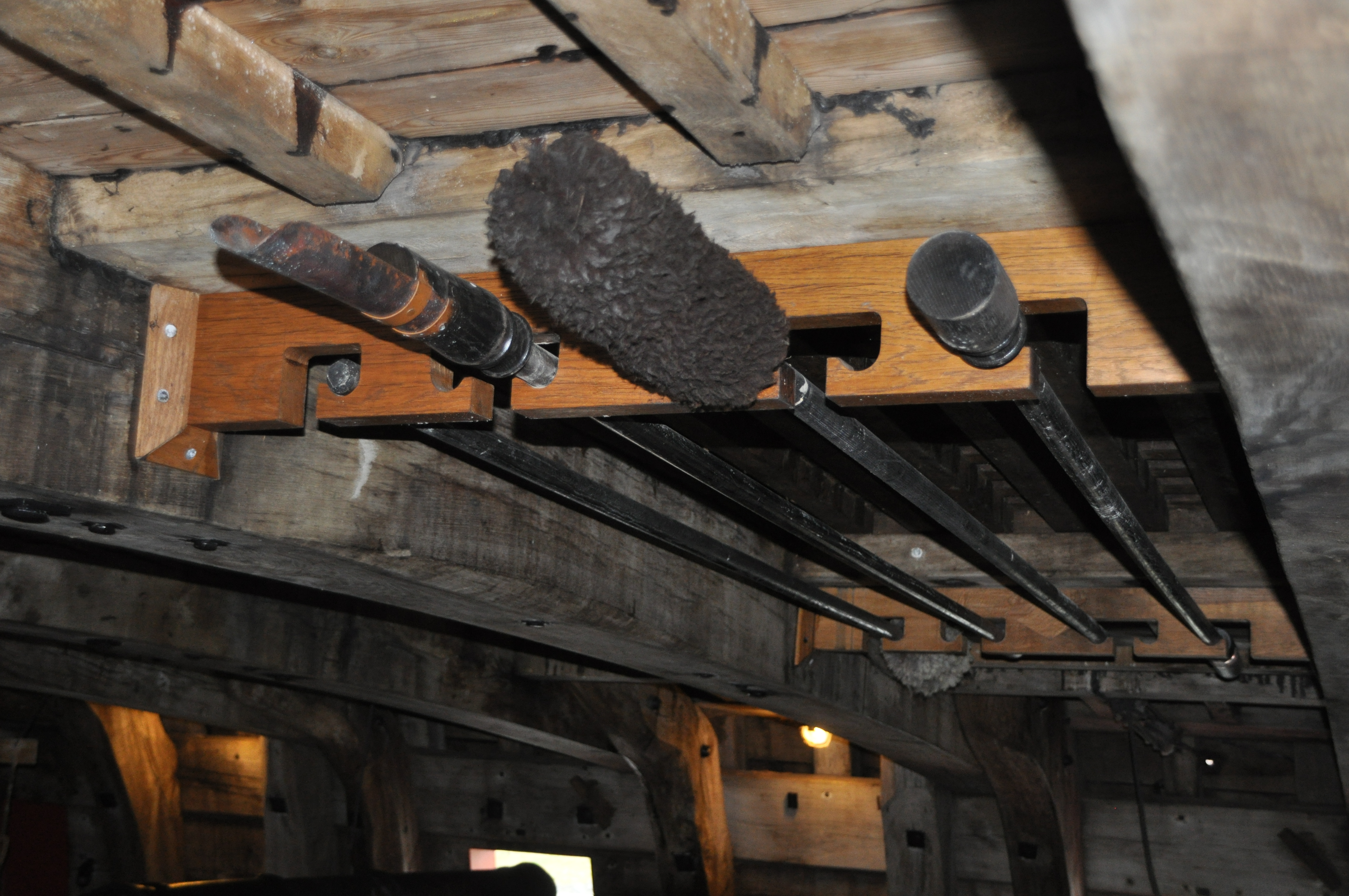
Шуфля, банник і забивач під палубою
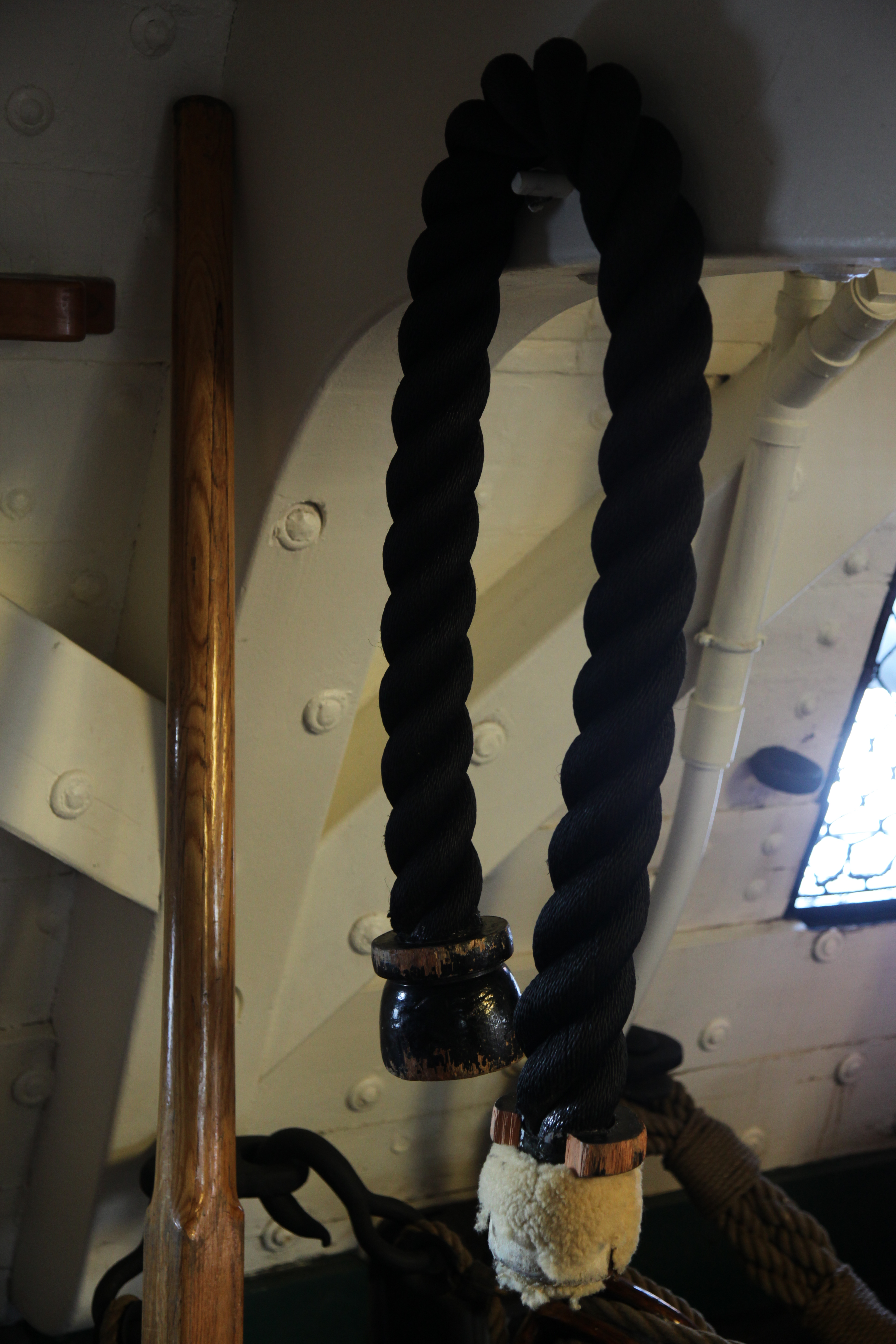
Банник і забивач з гнучким держаком-канатом
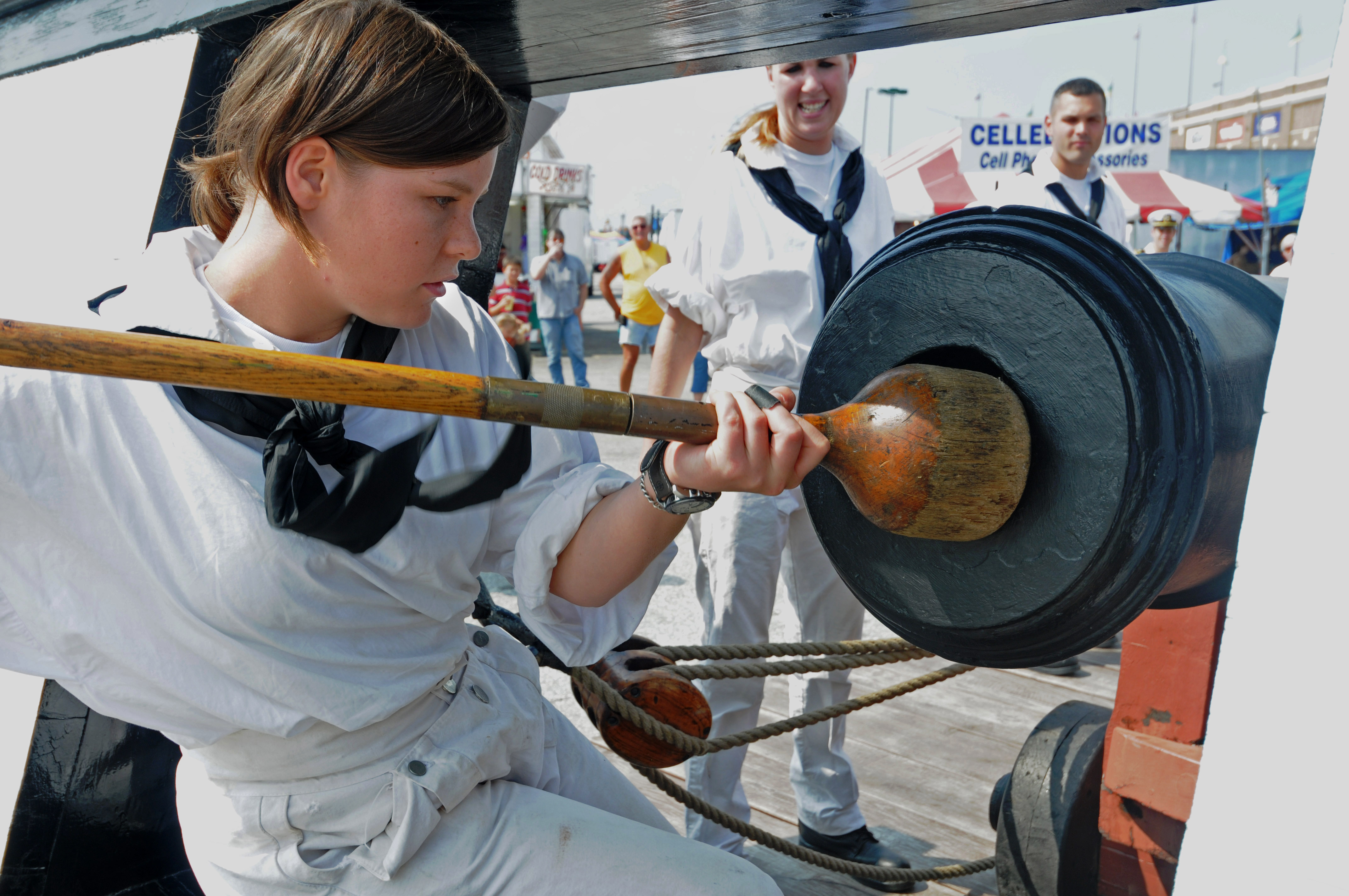
Використовування забивача
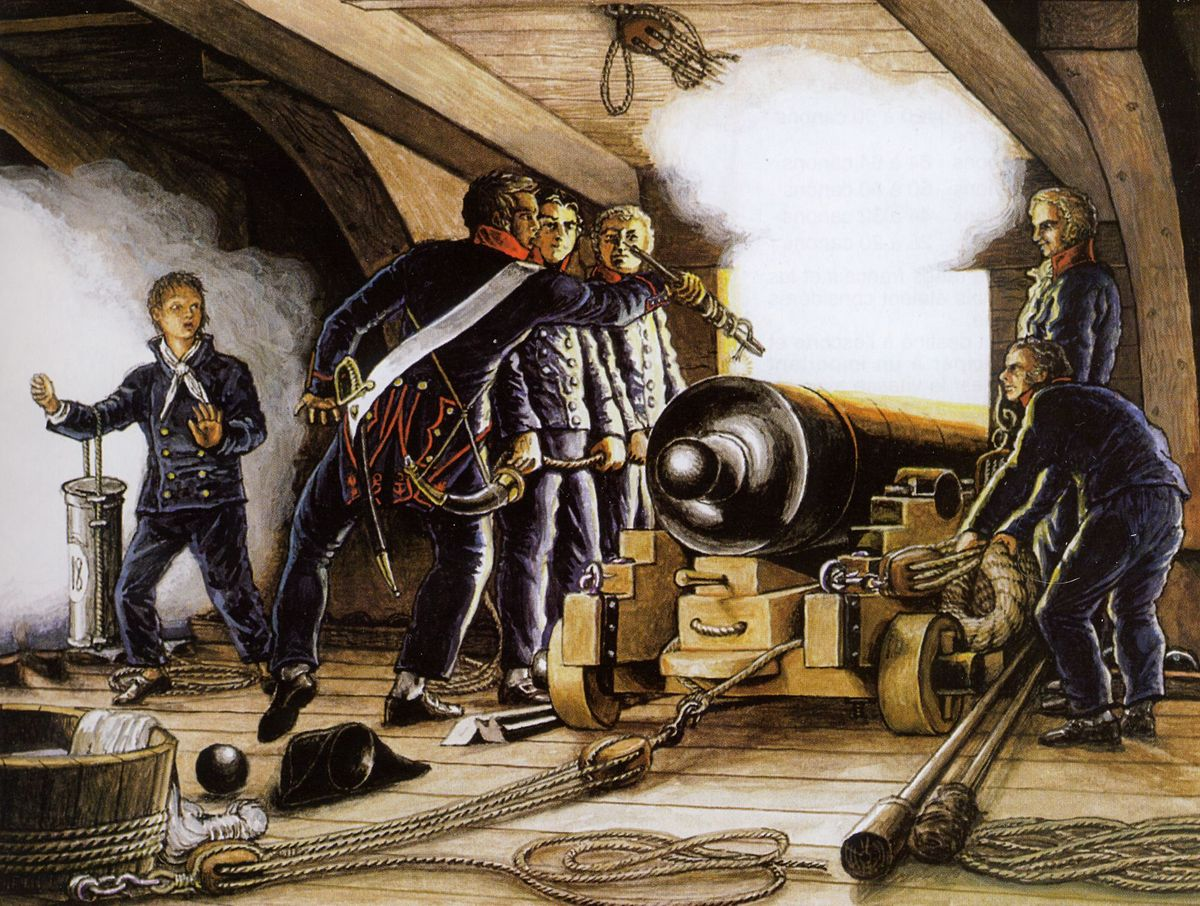
Прикладання запальника з ґнотом, ліворуч «пороховий хлопець» з кокором